# アラカン・ロヒンギャ救世軍
アラカン・ロヒンギャ救世軍（アラカン・ロヒンギャきゅうせいぐん、ビルマ語: အာရကန်ရိုဟင်ဂျာ ကယ်တင်ရေးတပ်မတော်、英語: Arakan Rohingya Salvation Army）は、ミャンマー西方のラカイン州で活動する反政府武装組織。略称ARSA。指導者はアタウラー・アブ・アマー・ジュヌニ（Ataullah abu Ammar Jununi）。

## 結成
2012年にミャンマー各地で起きた反ムスリム暴動は、ミャンマーの内外のムスリム・コミュニティで大きな反響を生んだ。
アタウラー・アブ・アマー・ジュヌニ（Ataullah abu Ammar Jununi）もその1人である。アタウラーはパキスタンのカラチ出身のロヒンギャ移民で、家族でサウジアラビアに移住した後、富裕層の子弟の家庭教師をするなどして、わりと裕福な生活をしていたところ、2012年から2013年にかけてのミャンマーにおけるムスリムと仏教徒の衝突を知ったことをきっけに、ロヒンギャ・ナショナリズムに目覚めたのだという。
パキスタンに帰国したアタウラーは、サウジアラビアの富裕層やサウジアラビア在住のロヒンギャからの寄付からなる豊富な資金をバックに、ターリバーンなどのイスラム過激派の協力を取り付けようとしたがことごとく失敗。その後、仲間たちと一緒にバングラデシュに密入国し、2013年、コックスバザールの難民キャンプでARSAを結成した。アタウラー含めて中心メンバーはパキスタン人で、ミャンマー語もベンガル語も話せないとのことだが、少数ながらウズベキスタン人、マレー人のメンバーもおり、バーティル・リントナーは、これをもって彼らがジハードに殉じる組織ではないかと分析している。
ミャンマー情勢の分析で有名な安全保障の専門家・アンソニー・デイビスは「国際的なイスラム教聖戦主義や『イスラム国』（IS）、アルカイダと、何も実質的につながっていない」と分析しているが、バングラデシュ側の報道によると、ハルカトゥル・ジハード・アル・イスラーミー（HUJI）などのバングラデシュの過激派組織の支援を受けていた可能性が高いのだという。
ARSAのメンバーはバングラデシュやラカイン州北部に潜伏しながら、軍事訓練を受け、メンバーを募り、兵器を入手して勢力拡大を図っていた。

## ロヒンギャ危機
2016年10月19日、ARSAは、350人ほどの集団でラカイン州の国境警備隊の複数の監視所を襲撃、警察官9名を殺害し、兵器を強奪した。この時のARSAの兵器は貧相で、わずかな銃器の他は、鉈や鋭くとがらせた竹の棒を使用していたのだという。国軍はこの襲撃に対して大がかりな掃討作戦を実行して、結果的に約7万人のロヒンギャがバングラデシュに流出。当時、ARSAは世間に知られておらず、ロヒンギャ連帯機構（RSO）の犯行が疑われたが、やがて件の武装勢力は「ハルカ・アル・ヤキン」（信仰の運動）という名前で、サウジアラビア出身のムスリムがリーダーであり、豊富な資金を持ち、外国で訓練を受けていたということがメディアやSNSで知られるようになった。
そして2017年8月25日、新メンバーを加え、兵器を増強したARSAは、今回は組織名を明らかにして、鉈や竹槍で武装化した住民を引き連れた約5000人の集団でラカイン州の約30ヶ所の警察署を襲撃し、数日間の戦闘で治安部隊に14人、公務員に1人を殺害した。これに対して国軍はロヒンギャ住民の殺害や村々の放火を伴う掃討作戦を展開し、結果的に約70万人と言われるロヒンギャ難民がバングラデシュに流出する未曾有の事態となった。なおこの際、ARSAはヒンドゥー教徒の人々を虐殺したとも伝えられている。国軍の弾圧後、ARSAのスポークスマンは「攻撃は国軍の反撃を呼び起こすのが目的だった」と語ったが、バーティル・リントナーは、その目的を（１）国際的な注目を集めること（２）それによって資金を調達すること（３）兵士をリクルートすること、と分析している。
2018年8月25日、ARSAは襲撃から1周年を迎えた節目となる日に、ツイッターでロヒンギャの保護と安全かつ尊厳ある帰還は、正当な権利であるとするコメントを発表した。2017年の襲撃の際に自身にも多数の死傷者が出たものの、コアメンバーは無傷だったと伝えられているARSAだが、以後、国軍に対する武装闘争を止め、アタウラーも公に姿を現していない。
その後、バングラデシュコックスバザールにあるロヒンギャの難民キャンプが、2020年ので新型コロナウイルスの感染拡大により、キャンプの警備が手薄になった隙を突いて、ARSAのメンバーがキャンプに潜入し、みかじめ料の徴収や徴兵を行い始めたと伝えられている。バングラデシュ政府はミャンマー側が帰還を拒否する口実とすることを避けるために「難民キャンプにARSAのメンバーはいない」としているが、2020年12月現在でキャンプ内に1500人ほどの勢力がいるものと推定されている。

## 2021年クーデター後
2022年後半になって、バングラデシュ当局もキャンプにおけるARSAの存在を認め、幹部の逮捕と組織の解体に着手し始めた。2023年～2024年の間、ARSAとRSOはコックスバザールにあるロヒンギャ難民キャンプで激しく支配権を争い、RSOが優勢で、多くのARSAのメンバーがRSOに逃亡し、ARSAは潜伏を余儀なくされた。しかし、それでもARSAはキャンプからは一掃されず、RSOと違ってミャンマー国内の拠点も維持した。ただ、両組織とも、互いのメンバーだけでなくキャンプ内のリーダーや教育者を殺害したり難民を身代金目的で誘拐する事件を起こし、ロヒンギャ一般からは自身らを代表する組織とは思われていずテロ組織に近い受け止め方をされている。ARSAが、ラカイン族を含む非ムスリムの村々を襲撃し、人々を虐殺しているという報道もされている。
この両組織以外にも、キャンプには、アラカン・ロヒンギャ軍（ARA）、ロヒンギャ・イスラミ・マハズ（RIM）、ムンナウ・グループ（Munnah group）などの小規模な武装組織があり、いずれもまたメタンフェタミンの違法取引にも関わっていると伝えられている。
2024年初頭、アラカン軍（AA）がラカイン州北部に進軍し始めたのをきっかけに、国軍は当地でロヒンギャの若者を徴兵し始めた。当初は強制的なものだったが、同年5月～8月にかけてAAがロヒンギャ虐殺事件を起こしたことにより、志願兵も増えていった。また、国軍はARSA、RSO、ARAなどのロヒンギャの武装勢力との協力関係も構築した。ARSAの組織の成り立ちを考えれば、この協力は意外なものだと現地では受け止められていたようだ。そしてロヒンギャの武装勢力が国軍と協力したことは、ラカイン族との間に深刻な亀裂をもたらした。結局、ラカイン州北部はAAに占領されたが、国軍、AA、ロヒンギャ武装勢力で数千人の戦死者を出し、新たに20万人近くの難民がバングラデシュへ逃れる事態となった。
そして、2024年11月8日、ARSA、RSO、ARA、RIMの4組織は、国軍・国境警察隊と親密なロヒンギャ実業家・ディル・ムハンマド（Dil Mohammad）の仲介で、「ミッション・ハーモニー」という非公式合意を締結、難民キャンプでの停戦と、協力してAAと戦うことで合意した。この合意により、難民キャンプ内の殺人等の暴力事件は激減して治安が回復する一方、各武装勢力は公然と徴兵を行うようになり、志願兵も増加していった。各武装勢力は宗教指導者とも協力して、キャンプ内で団結集会を頻繁に開催し、AAとの戦いをジハードと定義づけ、人々を鼓舞した。2024年末～2025年半ばまでに徴兵された若者の数は3,000～4,000人にも上ると言われている。
ARSAはラカイン州北部で散発的に戦闘を行っているが、その標的は主に一般市民で、2024年半ば～2025年半ばにかけて20人の市民を殺害し、30人を負傷させたのだという。ARSAは戦闘の様子を撮影してSNSに投稿しており、マレーシアやサウジアラビアに住む在外ロヒンギャからの資金集めに活用している。
2025年3月18日、バングラデシュ・ナラヤンガンジで当局によりアタウラーが逮捕された。当局が彼を逮捕したのは「融通が利かない」ことが理由だったのだという。アタウラー逮捕後はARSAスポークスパーソンを務めていたマウラナ・ボーハン（Maulana Borhan）が新たな指導者に就任した。